# Slittino su pista naturale

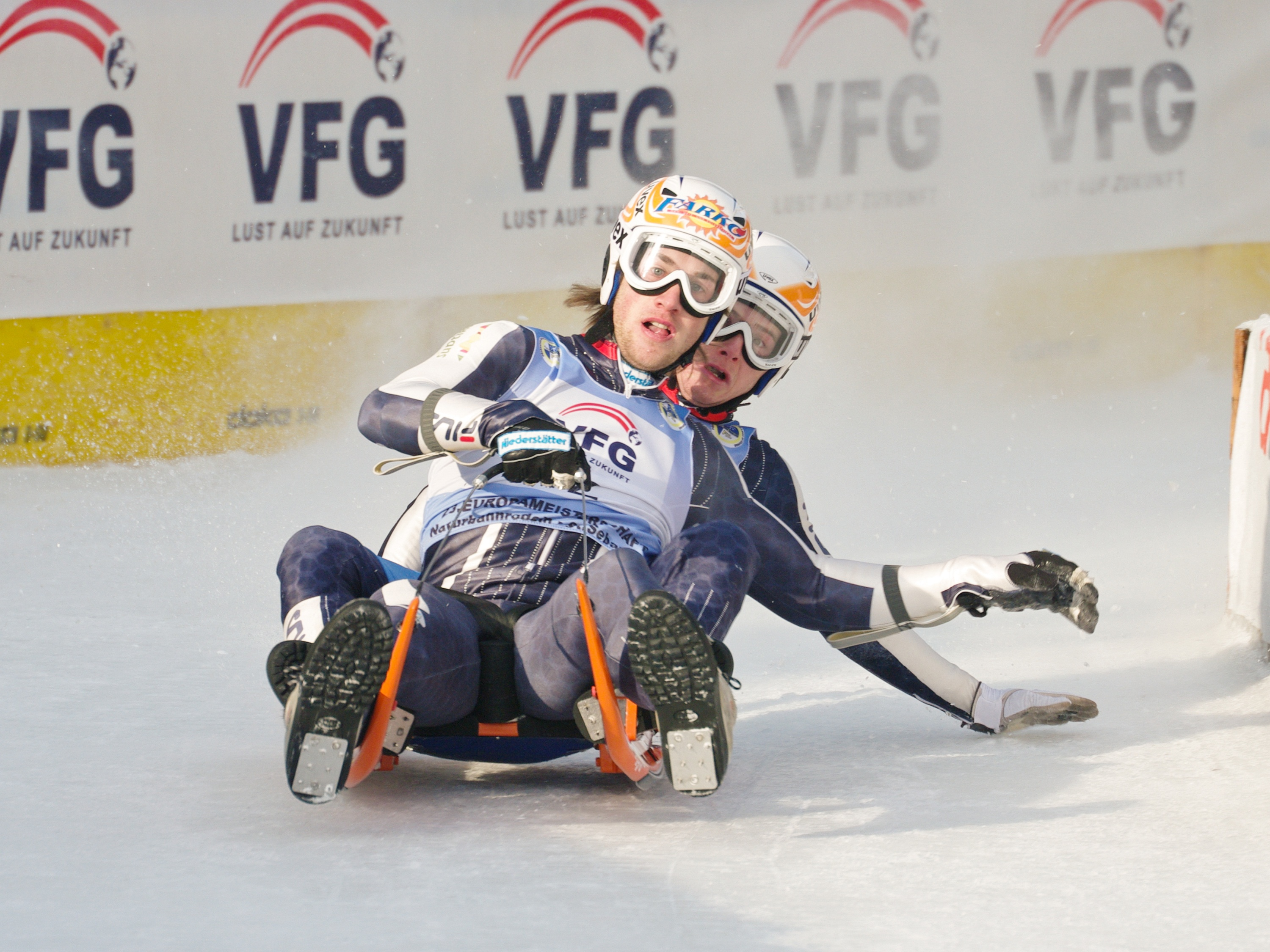
Patrick Pigneter, Florian Clara (ITA) campioni del mondo

Lo slittino su pista naturale è lo sport più originale dello slittino, che inizialmente si è sviluppato prima e poi in parallelo con lo slittino su pista artificiale ed è diventato una disciplina separata dagli anni '60 della federazione internazionale dello slittino FIL. Lo sport si svolge in particolare su piste naturali senza aumento della curva artificiale e non su piste appositamente create, dette artificiali. 
Si può affermare che questo tipo di competizione sportiva è quella originale, prima dell'avvento dello slittino su pista artificiale. Fino agli anni '90 l'Austria e l'Italia erano le nazioni dominanti nelle corse internazionali, altri paesi come Russia, Germania, Nuova Zelanda, Polonia e Ucraina possono ora vantare notevoli successi.

## Storia
Fino agli anni '90, competizioni di slittino su pista naturale erano state molto in voga nel Nord Italia, in Svizzera ed in Austria, dove solitamente si utilizzavano come piste strade forestali naturalmente innevate e poi battute: da tali territori provenivano infatti i primi campioni mondiali in questa disciplina. Più recentemente anche la Polonia, Germania, Nuova Zelanda e la Russia hanno a loro volta dei campioni in questa disciplina e dimostrano un notevole successo nelle competizioni di questa specialità. Le prime competizioni erano su strade forestali dove sui lati esterni veniva aggiunta della neve per poter meglio effettuare le curve. Dal 1910 si è iniziata la costruzione di piste artificiali dove è possibile congelare la pista stessa e creare delle curve paraboliche.
Fino al 1960 non vi era ancora alcuna separazione formale tra slittino su pista artificiale e naturale, e gli atleti non sono stati specializzati per l'una o l'altra. Per entrambi i tipi di piste veniva utilizzato lo stesso slittino e le regole non erano diverse. A causa del piccolo numero di piste d'artificiali, più gare si sono svolte su piste naturali, e solo a partire dal 1950 sempre più piste artificiali sono state costruite. Dopo il debutto olimpico nel 1964, quando divenne uno sport ufficiale, lo sviluppo delle piste artificiali e naturali per lo slittino furono separati. Tutti i campionati del mondo ed europei finora dimessi sono stati successivamente valutati come su pista artificiali, indipendentemente dal fatto che sono stati effettivamente tenuti su pista naturale.
Nel 1966, all'interno della Federazione Internazionale Slittino (FIS), nasce una Commissione per le gare di slittino su piste naturale. Per i paesi alpini si sono svolte molte gare su piste naturali. Nel 1967 vi fu la Europapokal, nel 1970 si ha a Kapfenberg (Austria) il primo campionato europei di slittino su pista naturale e nel 1979 i primi campionati mondiali di slittino su pista naturale a Inzing (Austria). Dal 1992 vi è una Coppa del Mondo di slittino su pista naturale, che si svolge in sei turni di campionato a stagione, come nei campionati internazionali in monoposto di uomini e donne, così come in quelle da due posti. Inoltre vi è anche una Coppa Intercontinentale, che viene principalmente utilizzata per promuovere i giovani talenti. Esistono anche dal 1974 i campionati europei juniores di slittino su pista naturale, e dal 1997 i campionati mondiali juniores di slittino su pista naturale. Negli anni dispari si tengono i campionati mondiali e i campionati europei juniores, mentre in quelli pari i campionati europei e i campionati mondiali juniores. Dalla stagione 2014/15 esiste anche la Coppa del Mondo Junior (JWC) con 4 gare, dove gareggiano le classi juniores I e II al posto dell'Intercontinental Cup.
La Federazione Internazionale Slittino sta tentando dal 1970 di ottenere il riconoscimento dello slittino su piste naturali come disciplina olimpica, ma fino a ora non c'è riuscita.
L'attuale presidente della Fédération Internationale de Luge de Course (FIL), ovvero la federazione internazionale di slittino, è Josef Fendt.

## Tecnica
Uno slittino naturale per slittini è costituito da una scocca e un tappetino, due cavalletti indivisi, due guide e due binari di scorrimento. Le piste da corsa non devono essere né flessibili né trasversalmente divise. I bordi esterni devono avere una rifrazione. La larghezza della carreggiata è di un massimo di 450 mm (per i giovani un massimo di 400 mm). La larghezza dell'intera diapositiva non deve superare i 600 mm. L'angolo di spoglia delle rotaie di scorrimento non può superare 45 ° per le monoposto e 40 ° per le doppie e le slitte giovanili. Il peso massimo è di 20 kg per la monoposto e di 14 kg per la monoposto.
Gli atleti indossano calzature speciali. Le scarpe sono dotate di punte fissate su un piatto. La lunghezza e il numero di punte sono liberamente selezionabili. Sono inoltre indossati caschi protettivi, tute da corsa e guanti speciali con punte in acciaio all'interno e all'esterno delle dita. 
La discesa si può effettuare sia singolarmente che in coppia.
All'inizio, l'atleta accelera la slitta con i colpi di paddle. La slitta è controllata spostando il peso - in particolare le braccia - con i piedi e con le cinghie che sono attaccate alle estremità dei corridori. È consentito il montaggio di poggiapiedi, è vietato l'uso di dispositivi di frenatura meccanica. [7] L'inizio ha luogo su una rampa di partenza ghiacciata, dotata di due maniglie scanalate. Il peso e le dimensioni della slitta, la temperatura dei binari di scorrimento e l'attacco del numero iniziale sono controllati nel punto iniziale. [6] I concorrenti richiedono una licenza valida. [8] I tempi di viaggio sono calcolati al centesimo di secondo. [9] Dopo una caduta, i piloti possono continuare il viaggio da soli. Le competizioni si svolgono con qualsiasi tempo fino a una temperatura di - 25 °C. A temperature più basse, il direttore di gara è responsabile di decidere se eseguire la competizione. [10]

## Piste naturali

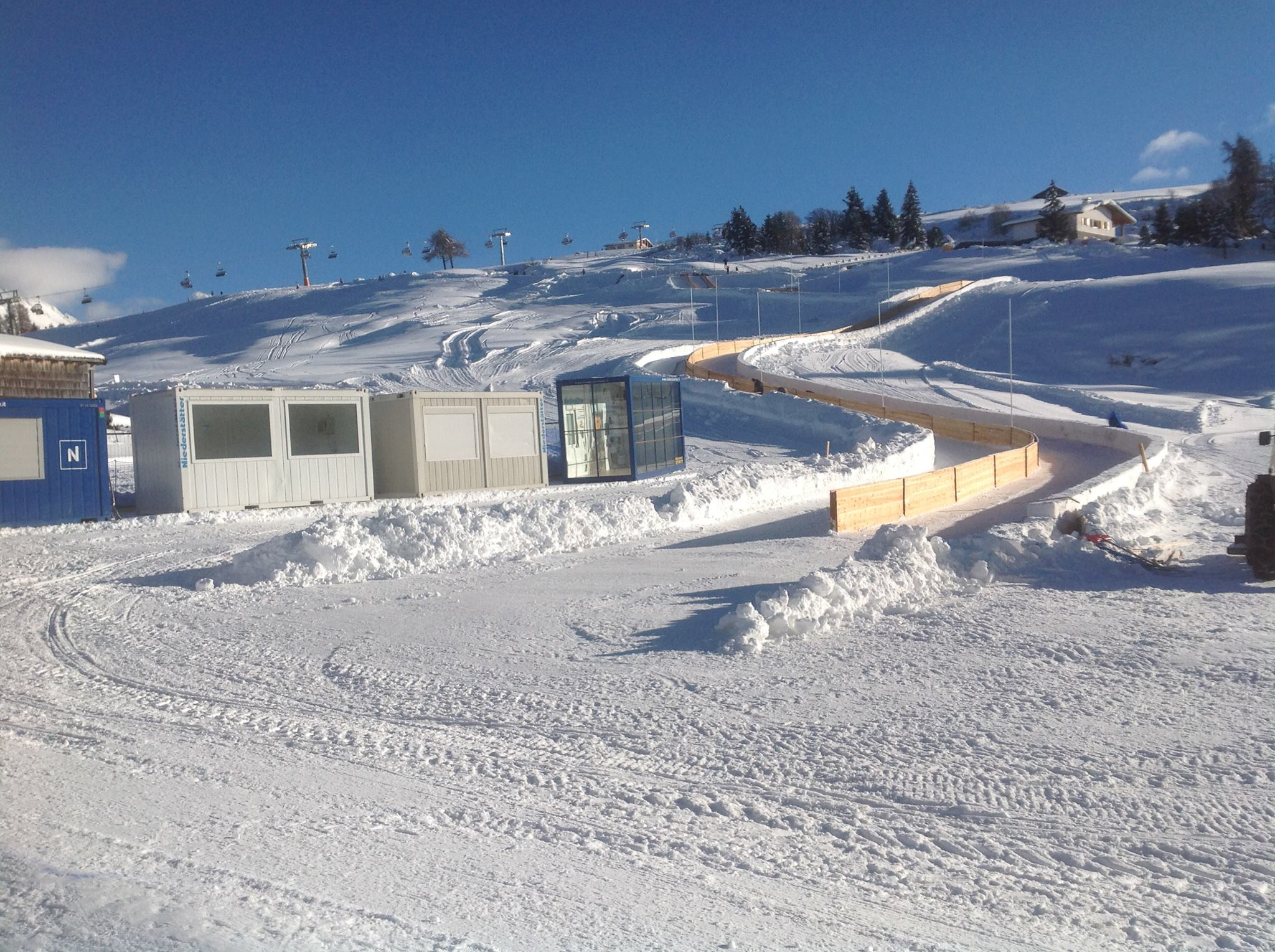
pista naturale Alpe di Siusi (ITA)

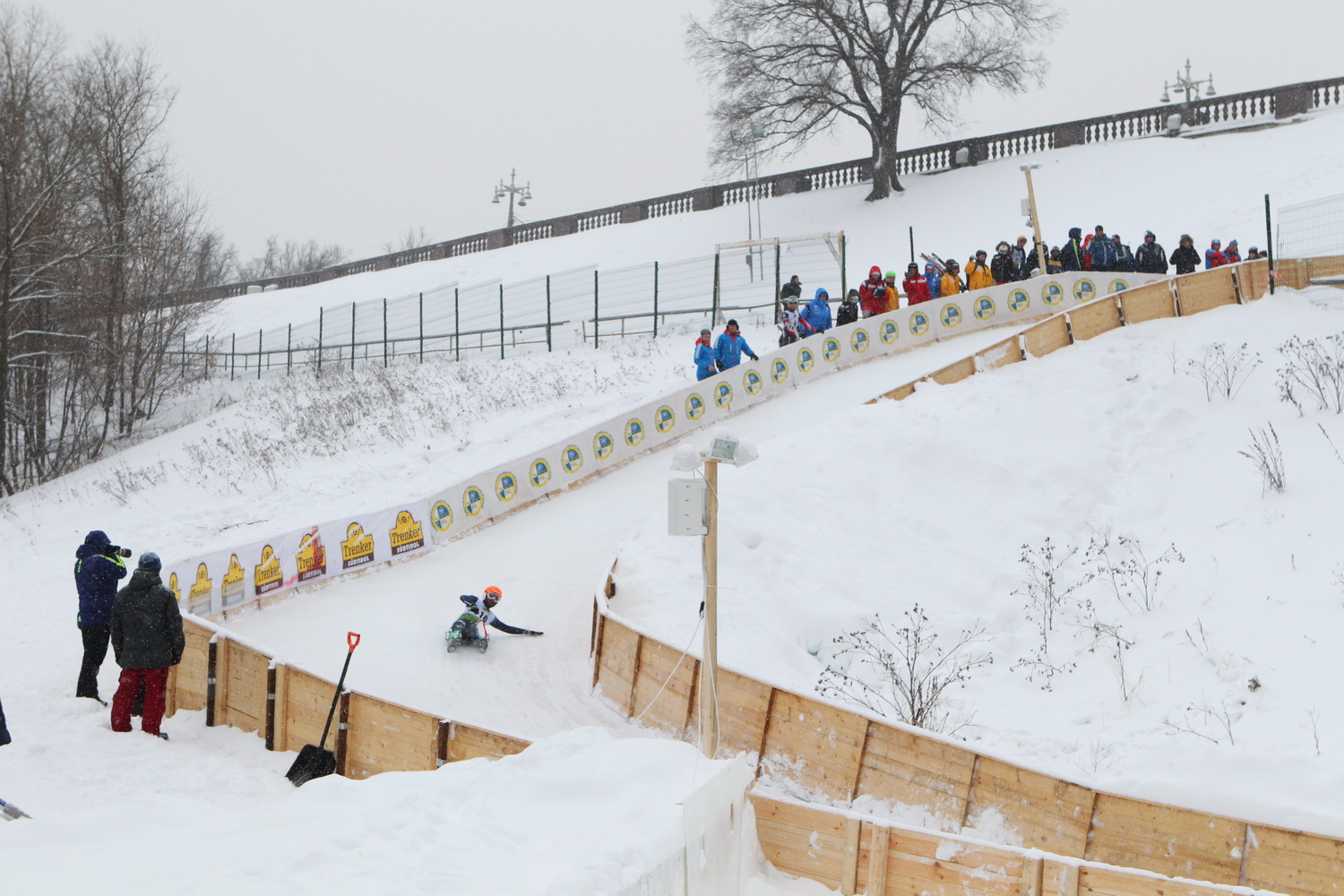
pista naturale a Mosca (RUS)

A differenza dello slittino su pista artificiale, in questo sport le piste non possiedono curve a parabolica, bensì dei comuni tornanti, che per sicurezza hanno spesso ai margini delle protezioni in assi di legno o plastica.
In generale, a seguito di buone nevicate, ogni strada forestale che abbia una certa pendenza può potenzialmente diventare una pista adatta alla pratica dello slittino su pista naturale.
In Alto Adige esistono più di 150 piste su neve per turisti e 12 piste ghiacciate per gare. La pista naturale per slittino più lunga del Sudtirolo si trova sulla Plose, sopra la città di Bressanone: nel dettaglio, la pista Runi Run è lunga 11,7 chilometri e presenta un dislivello di circa 1000 metri. Altre piste, sempre in Alto Adige, si trovano oramai presso i maggiori comprensori sciistici, come ad esempio quello di Monte Cavallo (vicino a Vipiteno) e quello presso la Croda Rossa di Sesto (vicino a Sesto).
Altre piste per turisti esistono in Valle d'Aosta, in Trentino (Madonna di Campiglio, Val di Fiemme) ed in Veneto (Cortina d'Ampezzo).

## Competizioni
- Coppa d'Europa 1967 fino 1995
- Campionati europei da 1970
- Coppa del Mondo dalla stagione 1992/93
- Campionati del mondo da 1979
- Intercontinental-Cup (IC-CUP o Europacup) fino alla stagione 2014/15
- FIL coppa mondiale juniores partendo con la stagione 2014/15
- Campionati europei juniores da 1974
- campionati mondiali juniores di slittino su pista naturale da 1997

### Campionati del mondo
Si tratta della competizione più prestigiosa in questo sport dal momento che ancora non è stato riconosciuto sport olimpico.
A Valdaora esiste una pista dove si tenevano competizioni di slittino su pista naturale Europapokal dal 1967 al 1995.
Nel 2013 si è svolta la 17º edizione a Nova Ponente, Italia, nel 2019 a Lazfons.
Primatista assoluto l'austriaco Gerhard Pilz con 6 titoli iridati, 3 medaglie d'argento e una di bronzo; nel singolo femminile la russa Ekaterina Lavrent'eva primeggia con quattro vittorie; nel doppio Patrick Pigneter Italia e Florian Clara Italia in testa con 5 allori mondiali.

### Coppa del Mondo
La manifestazione a tappe si disputa dalla stagione 1992/1993. Il record di coppe generali vinte nel singolo spetta all'italiano Patrick Pigneter con 11 allori nel singolo e alla russa Ekaterina Lavrent'eva con 13 trofei mentre nel doppio si dividono il primato la coppie Patrick Pigneter / Florian Clara guida la classifica con 13 trofei conquistati.